# Kustsamer

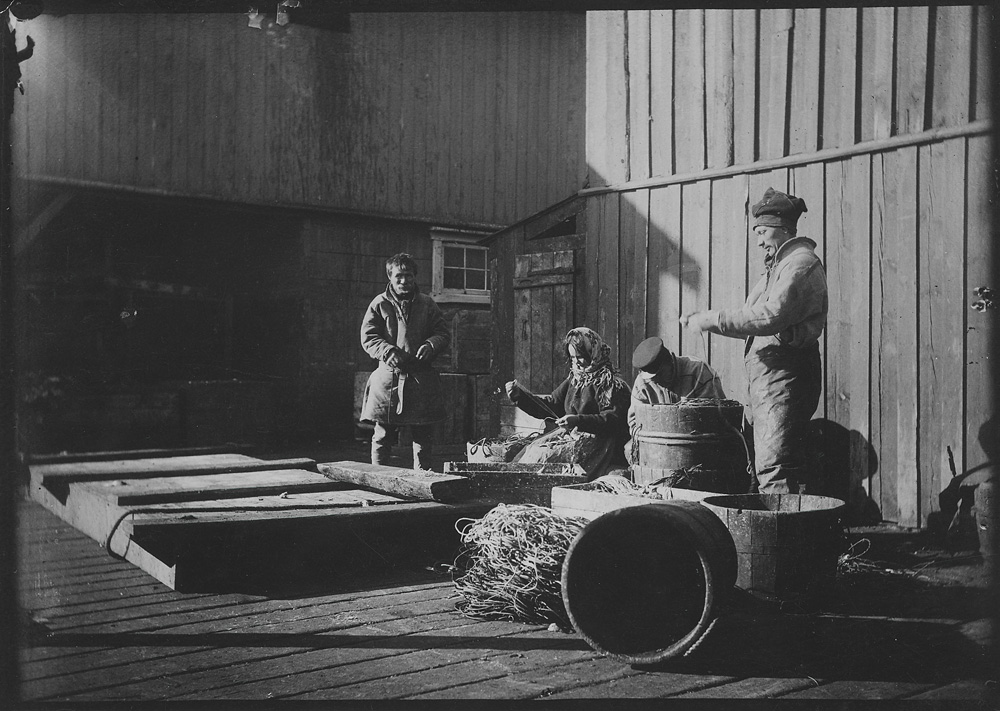
Sjösamer i Kiberg i Finnmark omkring sekelskiftet 1800/1900. Foto: Ellisif Wessel

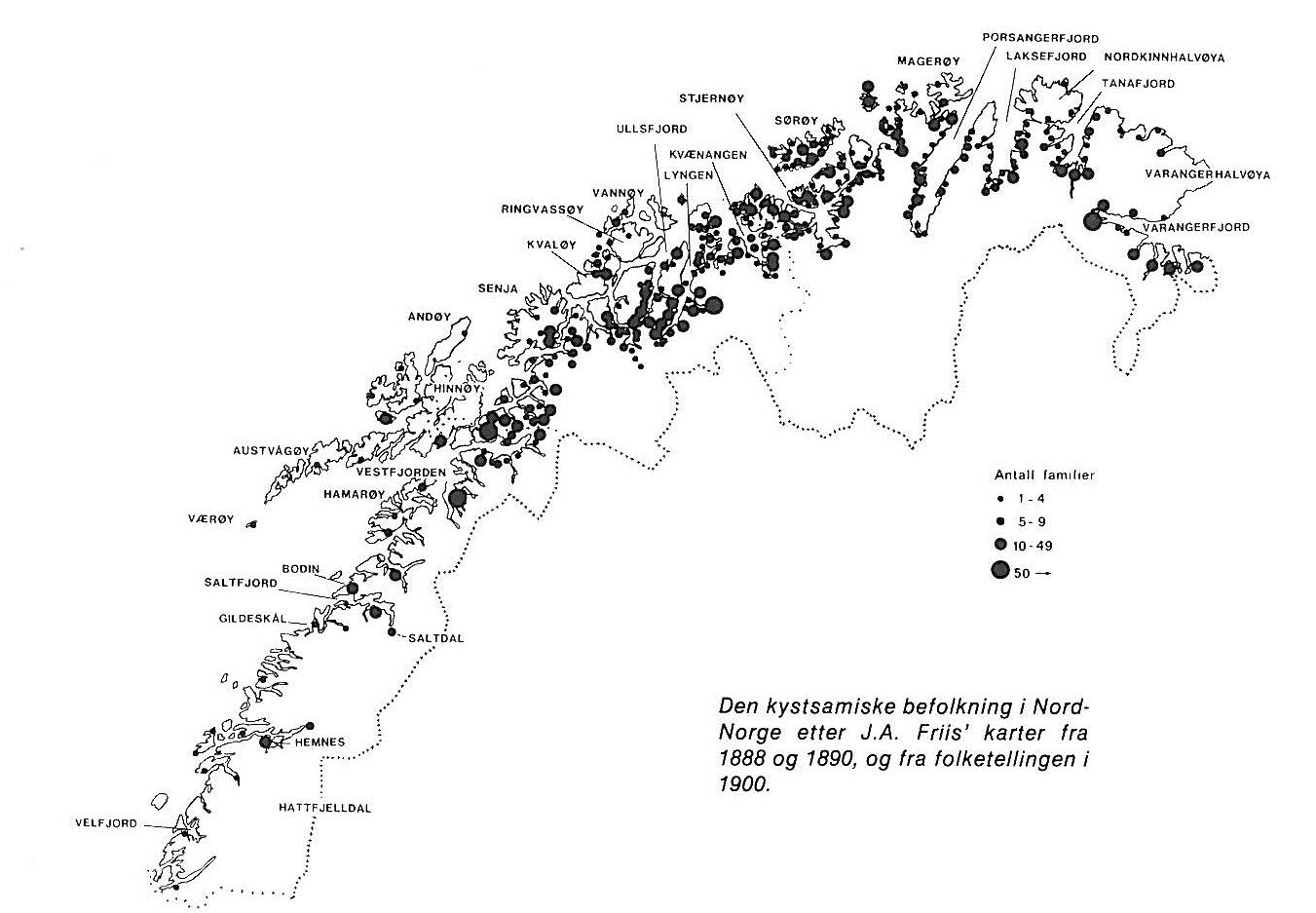
Kustsamisk befolkning i Nordnorge 1900

Kustsamer eller sjösamer (i äldre litteratur: sjölappar) är samer som lever i kustmiljö och försörjer sig på fiske och jakt. Ordet sjösamer används vanligen om samer som lever i Norge, från den nordligaste delen av Nordland fylke och upp till Varangerhalvön. Det finns även sjösamer inom skoltsamiskt område strax söder om Varangerfjorden.
I början av 1900-talet fanns mellan Varanger och Tromsø levande sjösamiska dialekter som närmast var släkt med enaresamiska och skoltsamiska. Även vid andra delar av den norska kusten har det funnits sjösamiska dialekter, bland annat i Tana, Porsanger, Vesterålen och Tysfjord, men de har dött ut. Söder om Malangen ska det för mycket länge sedan ha funnits sjösamer som helt assimilerats bland de norska bönderna.

## Kustsamer vid Bottenhavet?
Den amerikanske arkeologen Noel D. Broadbent menar att det även längs Bottenhavets kust fanns en kustsamisk befolkning under järnåldern. Han har grävt ut en mängd tomtningar längs kusten och menar att de är lämningar från hyddor som kustsamerna använde i samband med jakt på säl. Ett av bevisen för detta menar han är den björngrav som hittats i en av tomtningarna på Bjuröklubb i Västerbotten. Björngravar anses vara en typiskt samisk lämning.